# Jackie Wilson
Jack Leroy "Jackie" Wilson, Jr. (9. juni 1934 – 21. januar 1984) var en amerikansk sanger og sangskriver.
Jackie Wilson blev ramt af et hjerteslag den 29. september 1975 på scenen i Latin Casino i Camden, New Jersey, og gik i koma, som han aldrig vågnede fra. Han døde den 21. januar 1984.